# Michael Baldwin
Pour les articles homonymes, voir Michael Baldwin (homonymie) et Baldwin.
Michael Baldwin est un personnage de la série Les Feux de l'amour interprété par Christian LeBlanc. Il apparaît de 1991 à 1993 et depuis le 25 avril 1997.

## Histoire

### Michael le terrible
En 1991, Michael est le mentor de Christine Blair. Ils travaillent ensemble, jusqu'au jour où il embrasse Cricket et en devient obsédé. Il la harcèle sexuellement et essaie de la violer. Quand Paul Williams essaie de la sauver, Michael lui tire dessus. Il perd sa licence et est condamné à 4 ans de prison.
Avant le viol de Christine, il sera l'auteur de l'assassinat d'une jeune femme avec qui il flirtait. Ce meurtre ne sera jamais élucidé dans la série.

### Le retour de prison
Michael maintenant forcé de travailler comme "paralégal", revient à Genoa en 1997, déterminé à se venger de Christine. Il le fait en représentant Phyllis Summers dans la bataille pour la garde de son fils, Dani Romalotti Jr. Danny Romalotti (le père) obtient finalement la garde grâce à son avocate, Christine. Michael et Phyllis restent amis. Il prie Cricket (Christine) de l'aider à ravoir sa licence. Elle accepte mais à une condition, qu'il donne un rein à Danny. Michael, relâché de prison, convainc Christine qu'il est un nouvel homme, alors elle plaide en sa faveur et sa licence lui est redonnée. Le renommé et très efficace Michael Baldwin est un bon choix pour Christine et elle se laisse persuadée de monter avec lui leur propre cabinet d'avocats : Baldwin, Blair et Associés. C'est un succès, mais cela nuit au mariage de Christine avec Paul Williams. Dans une tentative désespérée pour sauver leur mariage tout en promouvant sa carrière, Christine prend une affaire à Hong Kong ; ce qui signifie déménager là-bas pour quelques mois. Paul trouve que c'est une bonne idée, et pour son couple et sa carrière, déménage. Mais à la dernière minute Paul retourne à Genoa ; Christine qui vit à Hong Kong a vraiment très peu de contacts avec lui. On offre ensuite à Cricket un emploi en Australie mais elle décide de retourner à Genoa pour sauver son mariage. En rentrant à l'appartement, elle découvre Paul au bras de sa nouvelle cliente, Isabella Braña (qui en fait a été engagée par Michael pour venir à Genoa et faire casser le mariage de Paul et Christine). Partant sans un mot, Crickett accepte l'affaire en Australie et demande le divorce.

### L'aventure Isabella
Isabella ne veut pas dire à Paul qu'elle est enceinte de lui parce qu'elle trouve qu'il est trop amoureux de Christine ; elle a une brève liaison avec Michael et lui fait croire qu'il est le père. D'abord outragé, il ne veut pas signer les papiers légaux. Mais Isabella a quelque chose sur Michael, sur son passé, alors il se décide à lui accorder la rente, la layette, un logement et à lui trouver un emploi dans une autre ville dès que le bébé sera né. Voir Michael avec une femme et un bébé à venir désole Paul et il retourne avec son ex, Lauren Fenmore, mais il découvre qu'il est le vrai père et veut s'occuper de l'enfant. Isabella, à cause de son énorme mensonge, est détestée par Michael et Mary Williams, la mère de Paul. Paul emménage avec Isabella et elle continue de le manipuler en le gardant comme “roue de secours”. Mary va essayer de convaincre son fils qu'Isabella est une mauvaise personne qui va ruiner sa vie et tente de convaincre Isabella de partir. En dépit de tout ce qu'Isabella essaie de donner à Mary avec son petit-fils, et à Paul avec son fils, Michael et Mary lui en veulent toujours. Mary, Lauren, Christine et Michael, qui détestent tous Isabella n'arrivent pas à changer l'opinion de Paul. Mais il déménage quand elle essaie de faire pression sur lui pour qu'ils se marient. Leur fils, Ricardo naît, mais Isabella est en pleine désillusion, Paul ne veut pas fonder une famille avec elle. Les choses se compliquent pour Paul quand Christine revient soudainement, qu'elle le repousse à cause du bébé, quoiqu'elle l'aime toujours. La réponse de Paul est le mariage avec Isabella.

### L'amitié avec Christine
Christine passe de longues heures à travailler avec Michael et ils deviennent des amis intimes, sortent dîner et ils se plaisent. Leur passé, avec le viol, revient sur le tapis et hante Christine, quoiqu'elle accepte le "nouveau" Michael. D'autre part ses sentiments pour Paul la troublent. Elle décide de passer outre et accepte la demande en mariage de Michael. Paul invite le père d'Isabella, Ricardo, au baptême de Ricky et le père et sa fille sont à nouveau réunis. Michael voit Ricardo et le prie de ne pas mentionner le fait qu'ils connaissent tous les deux le passé d'Isabella. Ensuite il annonce son engagement avec Christine, ce qui rend Paul fou de rage. Paul se bat avec Michael qui finit avec un œil au beurre noir. Paul va à l'appartement de Cricket et la force à faire l'amour. L'histoire peut se voir de plusieurs points de vue, est-ce juste du "sexe rugueux" ou un viol ? Le lendemain Christine traque Paul jusque sur une plage à Los Angeles. Plus tard elle disparaît, quittant Michael et Paul. Christine est loin depuis plusieurs mois, la culpabilité ronge Paul ; il avoue à Isabella avoir couché avec Cricket. Elle le quitte et ne vient chez lui qu'occasionnellement pour voir leur fils. 
Christine revient déguisée sous le nom de Kelly Simmons, pour avoir plus d'informations sur Isabella. Paul reconnaît Cricket sous son déguisement, et ils commencent à ne plus se comprendre sur le "viol", mais Paul choisit Isabella et son fils. Il prend Ricky chez les parents d'Isabella à L.A., la quittant pour finir par se remettre avec elle. Avant qu'ils ne deviennent mari et femme, Michael confesse à Christine qu'il a fait venir Isabella pour qu'elle rencontre Paul et que ce dernier rompe avec elle, ainsi il a pu l'avoir. Christine explose, quitte Michael, et vole vers L.A. raconter à Paul la vraie histoire. Dès le retour à Genoa Paul et Cricket se remettent ensemble dans l'appart de cette dernière, pendant qu'Isabella prépare sa revanche. 
Une nuit, Isabella appelle sa seule amie, Diane Jenkins qui est avec Michael, disant que quelque chose s'était brisé et qu'il y avait eu un cri. Michael arrive sur une scène de crime apparente et voit qu'Isabella n'est pas là. Christine se réveille inconsciente dans sa voiture dans les bois ; elle dit à Paul et Michael que son seul souvenir était Isabella criant mais ne voulant pas la blesser, du sang, et un bateau. Michael suit la piste du bateau qui est couvert de sang et détruit les preuves pouvant accabler Christine. La nuit avant que Christine ne soit arrêtée pour le meurtre d'Isabella, elle est attaquée par une Isabella en chair et en os, qui l'a droguée, lui disant qu'elle en avait assez pendant qu'elle sortait un couteau de boucher. Paul arrive à temps, ligote Isabella et la met à terre. Pendant que Paul réconforte Christine, Michael arrive et les sauve d'Isabella devenue complètement folle. Les policiers arrivent et embarquent Isabella. Elle est placée dans une clinique psychiatrique. Paul et Christine sont à nouveau célibataires. Michael s'excuse auprès de Christine et elle lui pardonne. Ils deviennent de bons amis.

### L'arrivée de Gloria et de Kevin
Michael ne réalise pas que son plus gros souci n'est pas encore arrivé mais qu'il est à l'angle de la rue ; sa famille ! En 2003 Michael est choqué de voir son demi-frère Kevin Fisher arriver avec un tas de problèmes. Il l'aide à prendre un nouveau départ, l'invitant à rester chez lui. Ils sont bientôt rejoints par leur mère Gloria.
Victoria Newman et Michael commence à devenir intimes dès la mi-2003. Ils tombent amoureux ; cependant, Victoria quitte Michael et Genoa City car elle a des problèmes familiaux devenus trop pénibles à supporter.

### Le mariage avec Lauren Fenmore
En 2005, Michael s'installe avec Lauren Fenmore. Ils doivent brièvement interrompre leur relation à cause de Kevin qui est attiré par Lauren. Mais Kevin se reprend et est vraiment très heureux pour eux; Michael étant le meilleur des hommes.
Victoria revient en ville en mars 2005 ; elle va tout de suite à la porte de Michael et donne une nouvelle chance à leur couple. Michael lui explique qu'il est désormais marié à Lauren et Victoria se retire gentiment. Fin 2006 Lauren accouche d'un fils, Fenmore Michael Baldwin.
Vivre comme un bon père et un bon mari est bien pour Michael, mais les problèmes commencent quand Gloria et Kevin emménagent chez eux. Michael poursuit sa carrière d'avocat, ce qui est risqué car sa famille a des problèmes avec la loi. Sa mère a empoisonné une crème chez Jabot ; son frère trouve de l'argent volé et le garde pour lui. Michael continue à enquêter sur le meurtre de Carmen Mesta (qui a été tuée par la petite amie de Kevin Jana Hawkes). Michael doit aussi défendre Phyllis qui a fait chanter Sharon Abbott et Brad Carlton à propos de leur liaison. Phyllis est reconnue coupable, est condamnée à 6 ans de prison. Après quelques mois, elle est relâchée. Michael a une autre affaire avec la défense de Victor Newman, accusé d'être le meurtrier de Ji Min Kim. Cependant, les charges ne sont pas retenues quand Michael découvre que le témoin clé a menti sur l'implication de Victor.

### L'arrivée de Lowell "River" Baldwin, et d'Eden Gerick
Durant l'été 2008, Michael décide de rechercher son père, River Baldwin. Le journal intime de sa grand-mère le décrit comme un drogué criminel; Gloria comme quelqu'un de serviable et de charismatique. Peu après la naissance de son fils, Lowell est parti au Canada. (Il est en fait possible que Gloria et Lowell ne se soient jamais mariés). Avec ces nouvelles informations en main, Michael recherche son père à l'étranger, au moment où Kevin et Jana se marient. Il fait la connaissance de son père, qui est marié et a pris le nom de River. Ce dernier lui explique qu'il a dû s'enfuir après avoir été accusé d'un meurtre dans les années 60. Michael retourne à Genoa City, troublé, et plusieurs semaines après son père se présente à sa porte. Après que lui et Gloria ont passé une nuit à se souvenir du passé, Jeffrey Bardwell jaloux indique au FBI où se trouve Lowell, qui est arrêté  juste avant de pouvoir prendre le bus pour quitter la ville. Sa fille Eden Gerick arrive alors à Genoa et supplie son frère Michael d'être l'avocat de Lowell.
Le 23 mars 2010, Michael découvre que sa femme, Lauren Fenmore, est sortie avec son client et son ex-mari, Paul Williams, un soir. Plus tard, Michael renvoie Paul et lui dit de trouver un nouvel avocat. Un jour, Lauren avoue qu’elle était ivre se soir là et qu’elle avait peut-être été droguée alors que quelqu’un prenait des photos d’elle avec Paul au Jimmy’s Bar.

### Découverte de Lauren et Jill
En juin 2010, Michael est choqué d’apprendre de Lauren et la demi-sœur paternelle de Jill Abbott, et lorsque Jill décide de prendre le nom de Fenmore, Lauren et Michael sont très en colère. Michael essaie de convaincre Lauren de donner une chance à Jill, mais Lauren refuse obstinément de le faire à cause de la demande d'une une partie de la succession de son défunt père, Neil Fenmore. Il est plus tard soulagé lorsque les deux femmes règlent leurs différends et commencent à développer une relation fraternelle. Michael doit également aider Lauren dans sa lutte contre les Carter. Sarah Smythe, la sœur de Sheila, est venue à Genoa City avec le visage de Lauren après une chirurgie plastique. Sarah et la fille de Sheila, Daisy Carter, ont torturé Lauren dans une cage. Michael a retrouvé Lauren, et Lauren a fini par tirer sur Sarah. Daisy s’est échappée, mais est revenue enceinte de l’enfant de Daniel Romalotti. Phyllis a essayé de gagner les droits de garde de Daisy, ce qui a grandement irrité Michael et Lauren. Finalement, Phyllis a gagné et Daisy s’est échappée à nouveau.

### Michael procureur de Genoa City
Michael a finalement été renvoyé de Newman Enterprises et a été remplacé par Avery Bailey Clark. Michael a fini par devenir le nouveau procureur de Genoa City. En tant que procureur, il a mené des accusations contre Phyllis une fois qu’il a finalement découvert qu’elle avait renversé Christine Blair et Paul Williams des années plus tôt. Au cours de l’affaire, Kevin a été impliqué lors de la mort inattendue de Tim Reid, l’ancien médecin de Phyllis. Cela a tendu leur relation, mais plus tard, l’affaire contre Phyllis a été abandonnée lorsqu’un juge a déterminé que le délai de prescription limitait l’affaire.
Fen qui avait une relation avec Summer Newman, qui est lentement devenue plus rebelle en raison de ses problèmes familiaux. Lauren et Michael étaient contre leur relation, mais Fen et Summer sont rester ensemble et ont tous deux commencé un stratagème d’intimidation contre un camarade de classe en difficulté, Jamie Vernon. Summer a voulu tout arrêter, mais la tension entre Fen et Jamie s’est aggravée alors que Michael et Lauren essayaient d’aider Jamie. Finalement, Fen et Jamie se sont battus sur le toit d’un immeuble du centre-ville et Jamie est tombé sur le toit en dessous. personne ne savait si Fen l'avait poussé, mais quand Jamie est sorti du coma, il a blâmé Fen et a voulu porter plainte. Michael croyait Jamie, mais Lauren refusait de croire que Fen l'avait poussé. La tension entre Lauren et Michael s’est aggravée lorsque Michael a fini par poursuivre l’enquête et a arrêté Fen.

### Le cancer de Michael
En 2014, Michael est soumis à beaucoup de stress avec sa charge de travail, alors il décide de s'associés à Avery, après que Leslie soit devenu procureur adjoint, laissant Avery sans partenaire. Lauren a suggéré à Michael d’aller chez le médecin. Après être allé chez le médecin, le médecin a rappelé Michael avec les résultats de laboratoire. Le médecin a expliqué à Michael que son taux d’APS était élevé, ce à quoi Michael a demandé s’il avait un cancer. Le médecin a diagnostiqué chez Michael un cancer de la prostate de stade 3. Jusqu’à présent, seuls Kevin, Lauren, Fen, Phyllis et Jill savent que Michael a un cancer de la prostate de stade 3 mais Michael a l’intention d’annoncer cette nouvelles au reste de sa famille et à ses amis. Michael a représenté Lily dans son divorce avec Cane en novembre 2017. Il représente également Lily en 2019, lorsqu’elle demande à nouveau le divorce. Michael représente également Nikki et Victoria dans l’affaire J.T. Hellstrom

### Brève séparation avec Lauren
Lorsque Sharon a été accusée du meurtre d’Austin Travers et Courtney Sloane, Dylan a convaincu Michael d’être l’avocat de Sharon. Sharon n’a pas été condamnée, mais Michael et Dylan ont dû la surveiller pendant la nuit, bouleversant Lauren. Michael s’est ouvert à Jill sur son sentiment qu’il ne veut pas la faire tomber et Jill a déclaré qu’il devrait le dire à Lauren.
Cane réconfortait Lauren Fenmore, à l’Athletic Club quand Michael a fait une demandent le divorce. Lily est devenue jalouse et les a appelés à ce sujet en disant que Lauren a l’habitude de se tourner vers d’autres hommes. Lauren s’est fâchée et a quitté le club tandis que Cane a dit à Lily qu’elle était hors de propos en disant cela. Cane a retrouver Lauren au parc et l’a  à nouveau réconfortée, menant à un baiser passionné entre eux, avec Michael regardant dans les buissons.
Lily a appelé Cane pour s’excuser de se sentir paranoïaque parce qu’elle est angoissée par Devon et Hilary et qu’elle sait que rien ne se passerait entre lui et Lauren. Lily s’est excusée auprès de Cane au Club et Cane vient de lui assurer qu’il l’aime. Lily remarqua que Cane avait l’air très distant et désemparé. Lauren a dit à Michael qu’elle n’avait pas changé d’avis sur le fait de ne pas signer les papiers de divorce.
Michael a dit à Lauren qu’il était au courant qu’elle avait embrassé Cane. Lauren a déclaré qu’il l’avait poussée à cela en la rejetant. Lily a rencontré Michael et elle lui a dit que même si elle ne connaît pas ses problèmes et ceux de Lauren, elle sait que Lauren l’aime vraiment. Michael a évoqué ses problèmes avec Cane et est parti. Lauren a finalement décidé d’accorder le divorce à Michael, mais Michael a changé d’avis. Il a juré de se rattraper avec Lauren, et ils se sont réconciliés. Le cancer de Michael est entré en rémission, et lui et Lauren ont profité de sa nouvelle vie.

### Michael radié du barreau
Phyllis a fait pression sur Michael pour qu’il représente Victor après son arrestation pour avoir kidnappé Jack, et le remplaçant par Marco Annicelli Michael a accepté à contrecœur, mais Luca Santori a entendu le plan de Michael et l’a exposé au procès. Michael a été radié du barreau en conséquence, et son amitié avec Phyllis en a souffert.
Michael a accepté une offre d’emploi de Victoria pour servir de conseiller juridique à Newman. Il entend Kevin, Mariah et Natalie Sodenberg faire pression sur Summer pour qu’elle mente lors de la déposition. Michael leur a conseillé à tous que ce serait une mauvaise idée, et pourrait alors être tous envoyés en prison.

## Anecdote
- Christian LeBlanc a gagné trois Daytime Emmy Awards du meilleur acteur en 2005, 2007 et 2009 grâce à son rôle de Michael Baldwin dans les feux de l'amour
- Michael Baldwin est apparu dans As the World Turns, lors d'un crossover entre les deux série, les 4 et 5 avril 2005. L'acteur Christian LeBlanc avait joué le rôle de Kirk McColl de 1983 a 1985,